# 捷尼古舍沃區

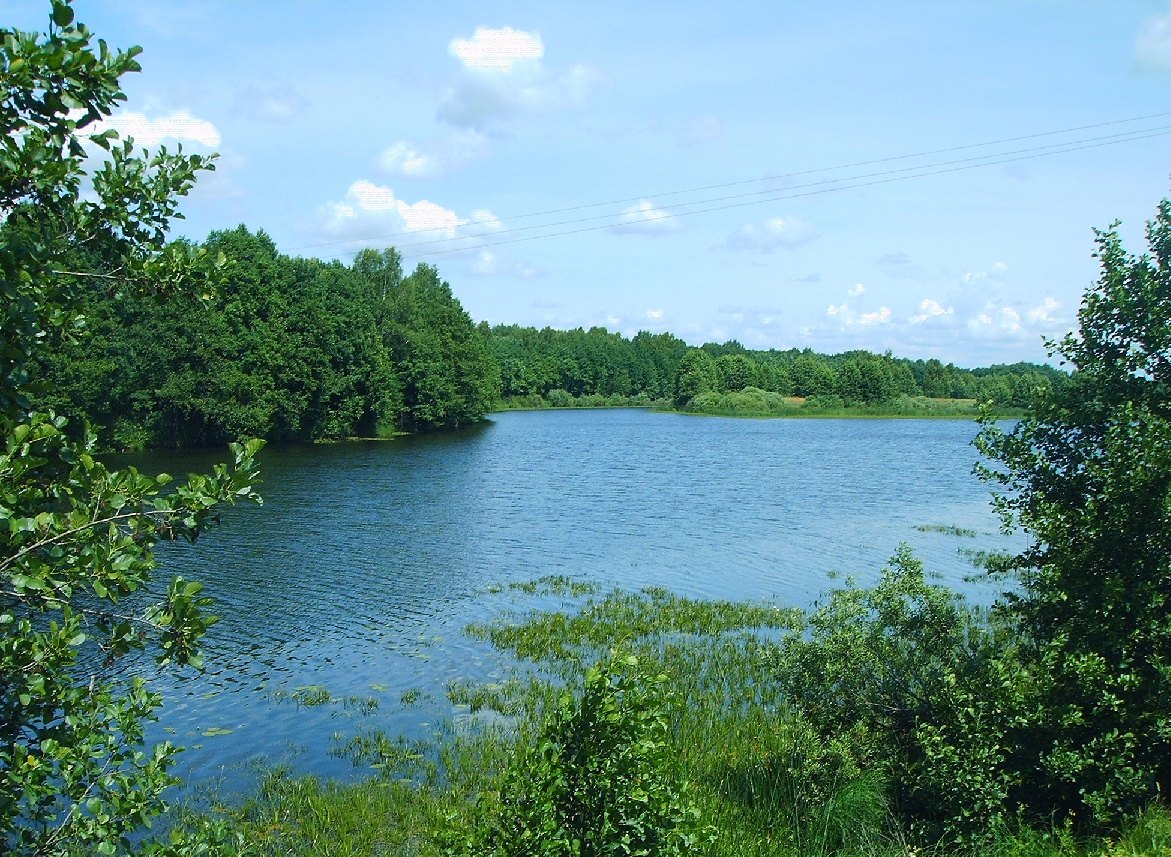

54°46′N 42°43′E / 54.767°N 42.717°E
捷尼古舍沃區（俄语：Теньгушевский район），是俄羅斯的一個區，位於該國西部，由莫爾多維亞共和國負責管轄，面積845.94平方公里，2010年人口12,340，人口密度每平方公里14.59人。